# Référentiel terrestre
Le référentiel terrestre est un référentiel centré sur le centre de masse de la Terre et dont les trois axes sont liés au globe terrestre. Ce référentiel est en mouvement de rotation pure dans le référentiel géocentrique. Il est parfois aussi appelé référentiel du laboratoire. 

## Caractère galiléen
En raison de la rotation propre de la planète Terre autour de son axe, le référentiel terrestre n'est pas un référentiel galiléen. Néanmoins, en introduisant la notion de pesanteur, qui inclut l'effet de la force d'inertie d'entraînement, et en négligeant les effets de la force d'inertie de Coriolis, il est généralement possible de considérer le référentiel terrestre comme galiléen pour les applications courantes, notamment lorsque les expériences sont de courtes durées par rapport à un jour et ne mettent en jeu que des vitesses faibles.
Le caractère de référentiel non inertiel du référentiel terrestre est en revanche mis en évidence par exemple par les observations de la rotation du plan d'oscillation du pendule de Foucault (précisément sa déviation) et par les phénomènes de déviation vers l'est pour la chute libre. Pour interpréter correctement ces observations de façon théorique par une étude dans le référentiel terrestre, il est nécessaire de tenir compte de forces d'inertie dont celle de Coriolis.